# The Heart Throbs
The Heart Throbs waren eine Alternative-Rock-Band aus Reading, England, die Anfang der 1990er Jahre drei Langspielplatten veröffentlichte. 

## Bandmitglieder
Rose Carlotti, Rachel DeFreitas, Mark Side, Stephen Ward, Alan Barclay, Noko, Steve Monti, Colleen Browne, Steve Beswick

## Bandgeschichte
The Heart Throbs (deutsch: Die Herzensbrecher) wurden 1987 um die Zwillingsschwestern Rachel und Rose (Schwestern des verstorbenen Echo & The Bunnymen-Drummers Pete DeFreitas) im englischen Reading gegründet.
Nach der Veröffentlichung mehrerer Singles Ende der 1980er Jahre bekam die Band einen Plattenvertrag bei One Little Indian Records, das 1990 ihr Debütalbum „Cleopatra Grip“ herausbrachte. Das Album mit den erfolgreichen Singles „Dreamtime“ und „She’s In Trance“ verband damals im Vereinigten Königreich aktuelle Musikrichtungen wie Post-Punk und Shoegazing mit eingängigem Pop. Das Album wurde unter anderen von den Produzenten Gil Norton und Martin Hannett gemixt. Nach der Veröffentlichung kam es zum Bruch innerhalb der Band und die Rhythmussektion verließ die Band. Das selbstproduzierte Nachfolgealbum „Jubilee Twist“ aus dem Jahre 1992 enthält mit dem Song „Tiny Feet“ den unter Fans wohl beliebtesten Song der Band. Songs wie die ausgekoppelte Single „Hooligan“ waren radiotauglich, der Erfolg blieb allerdings aus. A&M Records, das die beiden ersten Alben in den USA veröffentlicht hatte, verzichtete auf Grund der schwachen Verkaufszahlen auf die Veröffentlichung des dritten Albums. In Europa erschien dieses 1993 unter dem Titel „Vertical Smile“. Aufgrund des mangelnden Erfolges löste sich die Band im gleichen Jahr auf. Nach der Trennung gründeten Rose Carlotti und Steve Beswick die Band Angora, welche später in Tom Patrol umbenannt wurde, bevor auch sie sich auflöste.

## Stil
Aufgrund der blonden Haare der Leadsängerin Rose Carlotti wurde die Band als „Blonde-Pop“ mit The Primitives, The Darling Buds oder Transvision Vamp in einen Topf geworfen. Zwar teilten sie mit diesen Bands eine spezifisch weibliche Attitüde in den Texten, aber diese und die Melodien erschienen wesentlich dunkler, auch wenn sie in konventionellen Pop-Formeln blieben. Die Songs basierten auf melodiösen Gitarrenlinien, waren atmosphärisch-dicht und in Molltönen gehalten, dabei mit leicht tanzbaren Rhythmen und starkem Hall versehen. Dies rückte die Heart Throbs in die Nähe von dem was später als Shoegaze oder Dreampop bezeichnet wurde oder auch an Bands wie Siouxsie and the Banshees und My Bloody Valentine. Kritiker bemängelten jedoch auch, dass sie zu häufig „planlos“ oder wie „Kate Bush-Möchtegerne“ klängen. 

## Diskografie

### Alben
- Cleopatra Grip (1990)
- Jubilee Twist (1992)
- Vertical Smile (1993)

### Singles und EPs
- Toy (1987)
- Bang (1988)
- Too Many Shadows (1988)
- Here I Hide (1988)
- Blood From A Stone (1989)
- I Wonder Why (1990)
- Dreamtime (1990)
- Total Abandon EP. (1991)
- Hooligan (1992)
- Spongy Thing EP. (1992)
- She’s In Trance - Mutations EP. (1992)
- She’s In Trance (1992)
- Worser (1993)